# Ron Fair
Ron Fair (n. Los Angeles) este un producător muzical, sunetist și textier american. Într-o carieră care durează de mai bine de 30 de ani, el a lucrat cu marile case de discuri și a compus mai multe hituri pentru mai mulți artiști, fiind cunoscut ca un mentor care a descoperit artiști necunoscuți și i-a transformat în vedete. Printre aceștia se numără Christina Aguilera, Vanessa Carlton, Keyshia Cole, The Black Eyed Peas, Fergie și componente formației Pussycat Dolls. A deținut mai multe funcții de conducere în cadrul mai multor case de discuri.

## Discografie
Producții notabile
- 1990: Pretty Woman Soundtrack (Producător executiv)
- 1992: White Men Can't Jump Soundtrack (Producător executiv)
- 1994: Reality Bites Soundtrack (Producător executiv)
- 1994: Dumb & Dumber Soundtrack (Producător executiv)
- 2001: Legally Blonde Soundtrack (Producător executiv)
- 2002: Christina Aguilera - "Beautiful" (Producător executiv)
- 2002: Vanessa Carlton - "A Thousand Miles"
- 2003: The Black Eyed Peas - "Where Is The Love?"
- 2005: Keyshia Cole - The Way It Is (Producător executiv)
- 2007: Keyshia Cole - Just Like You (Producător executiv)
- 2008: Keyshia Cole - A Different Me (Producător executiv)
- 2009: Lady Gaga - "Speechless"
- 2009: Pussycat Dolls - "Jai Ho! (You Are My Destiny)"
- 2010: Keyshia Cole - Calling All Hearts (Producător executiv)